# Dais glaucescens
Dais glaucescens är en tibastväxtart som beskrevs av Joseph Decaisne. Dais glaucescens ingår i släktet Dais och familjen tibastväxter. Inga underarter finns listade i Catalogue of Life.